# Csillagászati egység
A csillagászati egység a csillagászatban, azon belül az égi mechanikában használatos, SI-n kívüli távolságegység. Jele CsE, angolul AU az Astronomical Unit kifejezésből, értéke 149 597 870,700 km.
Eredeti definíciója szerint a Föld keringési sugara a Nap körüli pályán.

## Definíciója
Eredeti definíciója szerint a Föld–Hold rendszer tömegközéppontja Nap körüli pályájának fél nagytengelye.
A Nemzetközi Csillagászati Unió azonban pontos kilométerértéket megadva újradefiniálta, elhagyva az eddigi mért érték hibaértékét:
- 1 CsE = 149 597 870 700 m[3][4] (kerekítve 150 millió km) = 8,3167 fényperc
- 1 fényév = 63 241 CsE

## Példák
- A Pluto 39,5 CsE-re, a Jupiter 5,2 CsE-re van a Naptól.
- A Betelgeuze csillag átmérője 2,56 CsE.
- A Hold a Föld körül 0,0026 CsE-re kering.

További csillagászati távolságegységek: fényév, parszek.
Néhány átváltási érték:
- 1 CsE = 149 597 870,700 km ≈ 8,317 fényperc ≈ 499 fénymásodperc
- 1 fénymásodperc ≈ 0,002 CsE
- 1 fényperc ≈ 0,120 CsE
- 1 fényóra ≈ 7,214 CsE
- 1 fénynap ≈ 173,263 CsE
- 1 fényhét ≈ 1212,84 CsE
- 1 fényhónap ≈ 5197,9 CsE
- 1 fényév ≈ 63 241 CsE
- 1 parszek ≈ 206 265 CsE

## Története
A csillagászatban sokáig csak a távolságarányokat tudták pontosan mérni, a tényleges hosszakat nehezen, ezért az égitestek közötti egységeket csak csillagászati egységben tudták megadni (pl. ismerték a Nap–Vénusz és a Nap–Föld távolság arányát, de nem tudták, hogy ezek kilométerben mekkorák).
Az első komolyabb lehetőség a mérésre a Vénusz és a Merkúr Nap előtti elvonulásának megfigyelése volt különböző helyekről. Abból, hogy az égitest a Nap előtt a két helyről különböző helyen látszik áthaladni, a távolság meghatározható. Az 1769-es Vénusz-átvonulás megfigyelésében részt vett: Hell Miksa és Sajnovics János a norvégiai Vardø szigeten, valamint James Cook Tahitin. Kepler is csak a Nap–Föld-távolsághoz tudta viszonyítani a bolygók távolságát.
Fontos szerepe van az égitestek radarral való vizsgálatának, mely a második világháború idején, a repülőgépek távoli felismerésére kifejlesztett radartechnika melléktermékeként született meg. Ez idő tájt (1940-ben) sikerült meghatározni a csillagászati egység pontos értékét is.
Magyarországon Bay Zoltán csoportjának 1946-ban a világon az elsők között sikerült radarral megmérnie egy másik égitest, a Hold távolságát a Hold-radar-kísérlet során.